# Gran Premio di Pau

il circuito di Pau

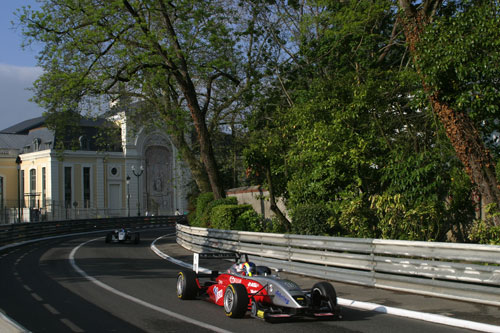
Il pilota brasiliano Átila Abreu durante l'edizione del 2005

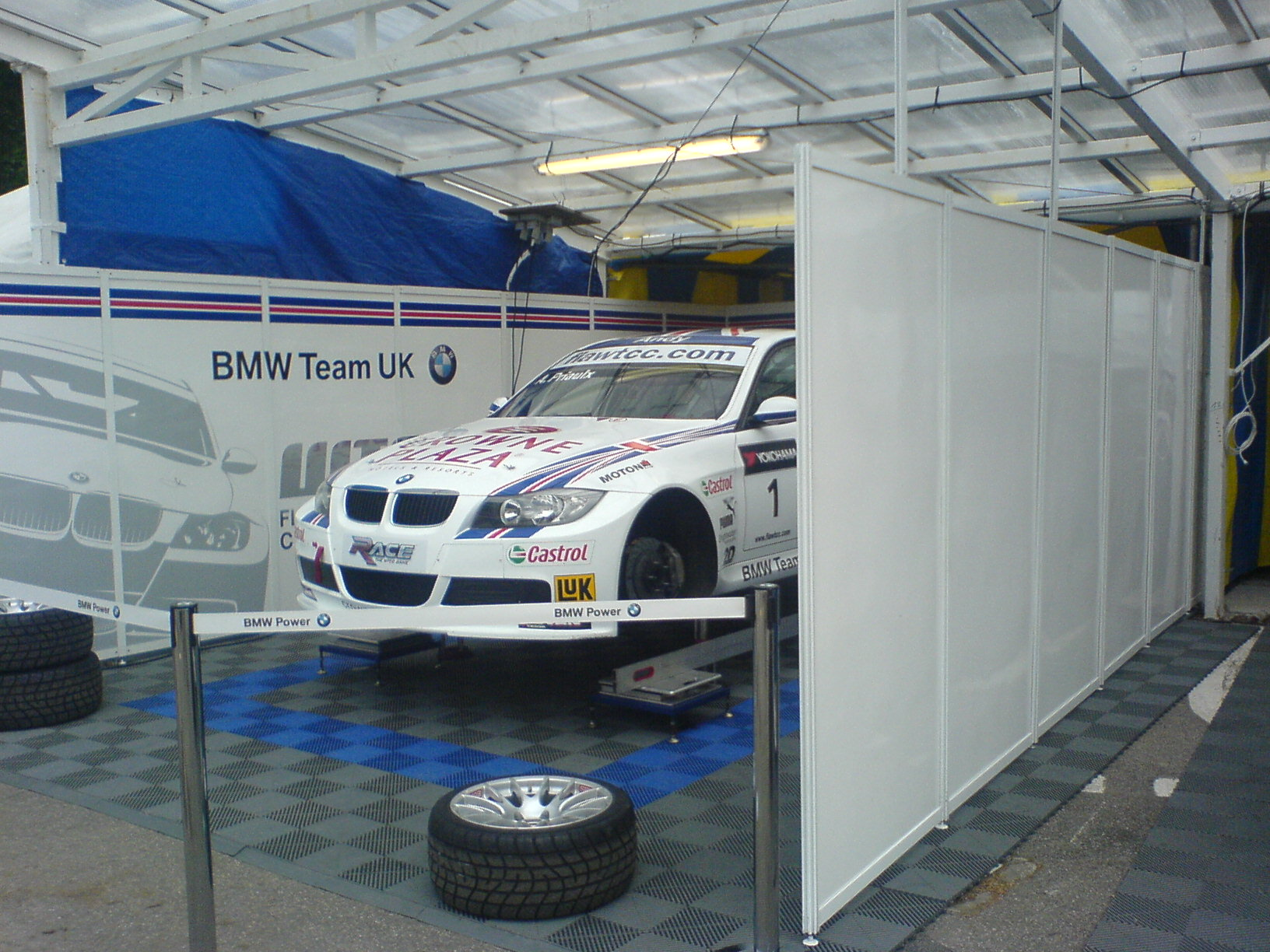
Il team BMW mentre prepara la vettura alla corsa (2007)

Il Gran Premio di Pau è una corsa automobilistica che si disputa a Pau, in Francia su un circuito cittadino. La prima edizione del 1901  fu la prima corsa ad essere chiamata Gran Premio. La successiva edizione fu del 1933.
Il percorso si snodava tra le vie della cittadina per 2,76 km. Deve la sua notorietà alla sua presenza nei campionati di Formula 2 e Formula 3.
Negli anni cinquanta fu sporadicamente corsa da vetture di Formula 1 (non valeva per il mondiale) e di Formula 2. Dal 1964 entrò a far parte del calendario della Formula 2 francese e di quello europeo. Quando nel 1985 la Formula 3000 sostituì la Formula 2, la corsa continuò a far parte dei circuiti del campionato europeo. Dal 1999 al 2006 corsero esclusivamente le Formula 3. Dal 2007 al 2009 fu una delle gare del calendario del Campionato del mondo turismo. Dal 2012 al 2018 fu un appuntamento fisso della F3 europea.

## Albo d'oro
| Anno      | Vincitore                  | Costruttore                              | Classe                           |  |
| --------- | -------------------------- | ---------------------------------------- | -------------------------------- |  |
| 2024      | Non disputata.             | Non disputata.                           | Non disputata.                   |  |
| 2023      | Gara 1: Enzo Peugeot       | Fédération Française du Sport Automobile | Campionato francese di Formula 4 |  |
| 2023      | Gara 2: Garrett Berry      | Fédération Française du Sport Automobile | Campionato francese di Formula 4 |  |
| 2023      | Gara 3: Enzo Peugeot       | Fédération Française du Sport Automobile | Campionato francese di Formula 4 |  |
| 2022      | Gara 1: Oliver Goethe      | Motopark                                 | Euroformula Open                 |  |
| 2022      | Gara 2: Vladislav Lomko    | CryptoTower Racing                       | Euroformula Open                 |  |
| 2020-2021 | Non disputata.             | Non disputata.                           | Non disputata.                   |  |
| 2019      | Gara 1: Liam Lawson        | Motopark                                 | Euroformula Open                 |  |
| 2019      | Gara 2: Marino Sato        | Motopark                                 | Euroformula Open                 |  |
| 2018      | Gara 1: Guanyu Zhou        | Prema Theodore Racing                    | F3 europea                       |  |
| 2018      | Gara 2: Sacha Fenestraz    | Carlin                                   | F3 europea                       |  |
| 2018      | Gara 3: Ralf Aron          | Prema Theodore Racing                    | F3 europea                       |  |
| 2017      | Gara 1: Joel Eriksson      | Motopark                                 | F3 europea                       |  |
| 2017      | Gara 2: Maximilian Günther | Prema Powerteam                          | F3 europea                       |  |
| 2017      | Gara 3: Maximilian Günther | Prema Powerteam                          | F3 europea                       |  |
| 2016      | Gara 1: Ben Barnicoat      | Hitech GP                                | F3 europea                       |  |
| 2016      | Gara 2: George Russell     | Hitech GP                                | F3 europea                       |  |
| 2016      | Gara 3: Alessio Lorandi    | Carlin                                   | F3 europea                       |  |
| 2015      | Gara 1: Jake Dennis        | Prema Powerteam                          | F3 europea                       |  |
| 2015      | Gara 2: Jake Dennis        | Prema Powerteam                          | F3 europea                       |  |
| 2015      | Gara 3: Antonio Giovinazzi | Jagonya Ayam with Carlin                 | F3 europea                       |  |
| 2014      | Gara 1: Esteban Ocon       | Prema Powerteam                          | F3 europea                       |  |
| 2014      | Gara 2: Tom Blomqvist      | Jagonya Ayam with Carlin                 | F3 europea                       |  |
| 2014      | Gara 3: Felix Rosenqvist   | kfzteile24 Mücke Motorsport              | F3 europea                       |  |
| 2012      | Gara 1: Raffaele Marciello | Dallara                                  | F3 europea                       |  |
| 2012      | Gara 2: Raffaele Marciello | Dallara                                  | F3 europea                       |  |
| 2011      | Marco Wittmann             | Dallara-Volkswagen                       | Formula 3                        |  |
| 2009      | Gara 1: Robert Huff        | Chevrolet                                | Campionato del mondo turismo     |  |
| 2009      | Gara 2: Alain Menu         | Chevrolet                                | Campionato del mondo turismo     |  |
| 2008      | Gara 1: Augusto Farfus     | BMW                                      | Campionato del mondo turismo     |  |
| 2008      | Gara 2: Andy Priaulx       | BMW                                      | Campionato del mondo turismo     |  |
| 2007      | Gara 1: Alain Menu         | Chevrolet                                | Campionato del mondo turismo     |  |
| 2007      | Gara 2: Augusto Farfus     | BMW                                      | Campionato del mondo turismo     |  |
| 2006      | Gara 1: Romain Grosjean    | Dallara                                  | Formula 3                        |  |
| 2006      | Gara 2: Romain Grosjean    | Dallara                                  | Formula 3                        |  |
| 2005      | Gara 1: Lewis Hamilton     | Dallara                                  | Formula 3                        |  |
| 2005      | Gara 2: Lewis Hamilton     | Dallara                                  | Formula 3                        |  |
| 2004      | Gara 1: Jamie Green        | Dallara                                  | Formula 3                        |  |
| 2004      | Gara 2: Nicolas Lapierre   | Dallara                                  | Formula 3                        |  |
| 2003      | Gara 1: Ryan Briscoe       | Dallara                                  | Formula 3                        |  |
| 2003      | Gara 2: Fabio Carbone      | Dallara                                  | Formula 3                        |  |
| 2002      | Renaud Derlot              | Dallara                                  | Formula 3                        |  |
| 2001      | Anthony Davidson           | Dallara                                  | Formula 3                        |  |
| 2000      | Jonathan Cochet            | Dallara                                  | Formula 3                        |  |
| 1999      | Benoît Tréluyer            | Dallara                                  | Formula 3                        |  |
| 1998      | Juan Pablo Montoya         | Lola                                     | Formula 3000                     |  |
| 1997      | Juan Pablo Montoya         | Lola                                     | Formula 3000                     |  |
| 1996      | Jörg Müller                | Lola                                     | Formula 3000                     |  |
| 1995      | Vincenzo Sospiri           | Reynard                                  | Formula 3000                     |  |
| 1994      | Gil de Ferran              | Reynard                                  | Formula 3000                     |  |
| 1993      | Pedro Lamy                 | Reynard                                  | Formula 3000                     |  |
| 1992      | Emanuele Naspetti          | Reynard                                  | Formula 3000                     |  |
| 1991      | Jean-Marc Gounon           | Ralt                                     | Formula 3000                     |  |
| 1990      | Eric van de Poele          | Reynard                                  | Formula 3000                     |  |
| 1989      | Jean Alesi                 | Reynard                                  | Formula 3000                     |  |
| 1988      | Roberto Moreno             | Reynard                                  | Formula 3000                     |  |
| 1987      | Yannick Dalmas             | March                                    | Formula 3000                     |  |
| 1986      | Mike Thackwell             | Ralt                                     | Formula 3000                     |  |
| 1985      | Christian Danner           | March                                    | Formula 3000                     |  |
| 1984      | Mike Thackwell             | Ralt                                     | Formula 2                        |  |
| 1983      | Jo Gartner                 | Spirit                                   | Formula 2                        |  |
| 1982      | Johnny Cecotto             | March                                    | Formula 2                        |  |
| 1981      | Geoff Lees                 | Ralt                                     | Formula 2                        |  |
| 1980      | Richard Dallest            | AGS                                      | Formula 2                        |  |
| 1979      | Eddie Cheever              | Osella                                   | Formula 2                        |  |
| 1978      | Bruno Giacomelli           | March                                    | Formula 2                        |  |
| 1977      | René Arnoux                | Martini                                  | Formula 2                        |  |
| 1976      | René Arnoux                | Martini                                  | Formula 2                        |  |
| 1975      | Jacques Laffite            | Martini                                  | Formula 2                        |  |
| 1974      | Patrick Depailler          | March                                    | Formula 2                        |  |
| 1973      | François Cevert            | Alpine                                   | Formula 2                        |  |
| 1972      | Peter Gethin               | Chevron                                  | Formula 2                        |  |
| 1971      | Reine Wisell               | Lotus                                    | Formula 2                        |  |
| 1970      | Jochen Rindt               | Lotus                                    | Formula 2                        |  |
| 1969      | Jochen Rindt               | Lotus                                    | Formula 2                        |  |
| 1968      | Jackie Stewart             | Matra                                    | Formula 2                        |  |
| 1967      | Jochen Rindt               | Brabham                                  | Formula 2                        |  |
| 1966      | Jack Brabham               | Brabham                                  | Formula 2                        |  |
| 1965      | Jim Clark                  | Lotus                                    | Formula 2                        |  |
| 1964      | Jim Clark                  | Lotus                                    | Formula 2                        |  |
| 1963      | Jim Clark                  | Lotus                                    | Formula 1                        |  |
| 1962      | Maurice Trintignant        | Lotus                                    | Formula 1                        |  |
| 1961      | Jim Clark                  | Lotus                                    | Formula 1                        |  |
| 1960      | Jack Brabham               | Cooper                                   | Formula 2                        |  |
| 1959      | Maurice Trintignant        | Cooper                                   | Formula 2                        |  |
| 1958      | Maurice Trintignant        | Cooper                                   | Formula 2                        |  |
| 1957      | Jean Behra                 | Maserati                                 | Formula 1                        |  |
| 1956      | Non disputata.             | Non disputata.                           | Non disputata.                   |  |
| 1955      | Jean Behra                 | Maserati                                 | Formula 1                        |  |
| 1954      | Jean Behra                 | Gordini                                  | Formula 1                        |  |
| 1953      | Alberto Ascari             | Ferrari                                  | Formula 2                        |  |
| 1952      | Alberto Ascari             | Ferrari                                  | Formula 2                        |  |
| 1951      | Luigi Villoresi            | Ferrari                                  | Formula 1                        |  |
| 1950      | Juan Manuel Fangio         | Maserati                                 | Formula 1                        |  |
| 1949      | Juan Manuel Fangio         | Maserati                                 | Formula 1                        |  |
| 1948      | Nello Pagani               | Maserati                                 | Formula 1                        |  |
| 1947      | Nello Pagani               | Maserati                                 | Formula 1                        |  |
| 1940-1946 | Non disputata.             | Non disputata.                           | Non disputata.                   |  |
| 1939      | Hermann Lang               | Mercedes-Benz                            | 4500 cc                          |  |
| 1938      | René Dreyfus               | Delahaye                                 | 4500 cc                          |  |
| 1937      | Jean-Pierre Wimille        | Bugatti                                  | Auto sportive da competizione    |  |
| 1936      | Philippe Étancelin         | Maserati                                 | Formula Libera                   |  |
| 1935      | Tazio Nuvolari             | Alfa Romeo                               | Formula Libera                   |  |
| 1934      | Non disputata.             | Non disputata.                           | Non disputata.                   |  |
| 1933      | Marcel Lehoux              | Bugatti                                  | Formula Libera                   |  |
| 1902-1932 | Non disputata.             | Non disputata.                           | Non disputata.                   |  |
| 1901      | Maurice Farman             | Panhard                                  | Auto pesanti                     |  |
| 1901      | Henri Farman               | Darracq                                  | Auto leggere                     |  |
| 1901      | Louis Renault              | Renault                                  | Voiturette                       |  |